# Emmer-Erfscheidenveen
Emmer-Erfscheidenveen est un hameau situé dans la commune néerlandaise d'Emmen, dans la province de Drenthe. Le 1er janvier 2004, cette localité comptait 1 950 habitants.